# Hybos discoidalis
Hybos discoidalis är en tvåvingeart som beskrevs av Meijere 1914. Hybos discoidalis ingår i släktet Hybos och familjen puckeldansflugor. Inga underarter finns listade i Catalogue of Life.